# 白加道駅
白加道駅（バーカーどうえき）は香港中西区にあるピークトラムの駅である。海抜363mの場所に位置する。

## 駅構造
- 単式ホーム1面1線の地上駅。

## 駅周辺
- 白加道（中国語版）
- 旧山頂道（中国語版）
- 種植道
- 芬梨道獅子亭

## 歴史
- 1888年5月30日 - 開業。

## 隣の駅
山頂纜車有限公司
ピークトラム
梅道駅 - 白加道駅 - 山頂駅